# U dobru i zlu (album)
U dobru i zlu je sedmi album hrvatskog pjevača Borisa Novkovića koji sadrži 11 pjesama. Objavljen je 1995. godine.

## Popis pjesama
1. "Digni me visoko"
2. "Daj mi, daj mi"
3. "U dobru i zlu"
4. "Čisto ludilo"
5. "Sve mijenja se"
6. "Da se dogodi"
7. "Bijeli golub"
8. "Samo ti"
9. "Grlim mrak"
10. "Ti si ona stvar"
11. "Pjesma moja, to si ti"
12. "Kada ti ljubav zakuca jednom na vrata"
13. "U dobru i zlu"